# Nemzeti Bajnokság I 1918-19
La Nemzeti Bajnokság I 1918-19 fue la 16.ª edición del Campeonato de Fútbol de Hungría. El campeón fue el MTK Budapest, que conquistó su sexto título de liga. El goleador fue Alfréd Schaffer, del MTK. Se otorgaron dos puntos por victoria, uno por empate y ninguno por derrota.

## Tabla de posiciones
|    | Equipo             | PJ | PG | PE | PP | GF  | GC | DG  | Pts | Notas      |
| -- | ------------------ | -- | -- | -- | -- | --- | -- | --- | --- | ---------- |
| 1  | MTK                | 22 | 18 | 3  | 1  | 116 | 20 | +96 | 39  | Campeón    |
| 2  | Ferencvárosi TC    | 21 | 15 | 5  | 1  | 43  | 8  | +35 | 35  |            |
| 3  | Újpesti TE         | 22 | 12 | 6  | 4  | 39  | 19 | +20 | 30  |            |
| 4  | Vasas SC           | 21 | 9  | 6  | 6  | 20  | 45 | -25 | 24  |            |
| 5  | Terézvárosi TC     | 22 | 9  | 5  | 8  | 29  | 19 | +10 | 23  |            |
| 6  | III. Kerületi TVE  | 22 | 6  | 8  | 8  | 33  | 35 | -2  | 20  |            |
| 7  | 33 FC              | 22 | 5  | 7  | 10 | 17  | 31 | -14 | 17  |            |
| 8  | Budapest Honvéd FC | 22 | 8  | 1  | 13 | 27  | 52 | -25 | 17  |            |
| 9  | Budapesti TC       | 22 | 6  | 5  | 11 | 22  | 48 | -26 | 17  |            |
| 10 | Törekvés SE        | 21 | 3  | 8  | 10 | 27  | 32 | -5  | 14  |            |
| 11 | Budapesti AK       | 21 | 4  | 5  | 12 | 21  | 41 | -20 | 13  |            |
| 12 | MÁV Gépgyár        | 20 | 3  | 3  | 14 | 22  | 66 | -44 | 9   | Descendido |

PJ = Partidos jugados; PG = Partidos ganados; PE = Partidos empatados; PP = Partidos perdidos; GF = Goles a favor; GC = Goles en contra; DG = Diferencia de gol; Pts = Puntos